# Adam Simac
Adam Simac (ur. 9 sierpnia 1983 w Ottawie) – kanadyjski siatkarz, grający na pozycji środkowego, reprezentant Kanady.

## Sukcesy reprezentacyjne
Puchar Panamerykański:
- 2009
- 2011

Mistrzostwa Ameryki Północnej, Środkowej i Karaibów:
- 2015
- 2013
- 2011

Igrzyska Panamerykańskie:
- 2015

## Sukcesy klubowe
MEVZA:
- 2011[2]
- 2012

Puchar Słowenii:
- 2011, 2012

Mistrzostwo Słowenii:
- 2011, 2012[3]

Mistrzostwo Turcji:
- 2013

Mistrzostwo Szwajcarii:
- 2014

## Nagrody indywidualne
- 2009 - Najlepszy blokujący Pucharu Panamerykańskiego